# Wang Yibo
Wang Yibo (en chino, 王一博; pinyin, Wáng Yībó; Luoyang, Henan, 5 de agosto de 1997), también conocido como Yibo (이보), es un actor, cantante, compositor, rapero, bailarín, coreógrafo, animador-host, mago, skater,  gamer y piloto de motociclismo y de automovilismo chino.
Debutó como miembro del grupo surcoreano-chino Uniq. Como actor, es conocido por sus papeles en las series de televisión Love Actually (2017), Gank Your Heart (2019), The Untamed (2019 ), Legend of Fei (2020), Luoyang (2021), Being a Hero (2022) y en las películas Hidden Blade (2023), Born to Fly (2023). 

## Biografía
Wang Yibo nació el 5 de agosto de 1997 en la ciudad de Luoyang, Henan, China. Empezó a bailar a la edad 11 años, explica que se enamoró del baile a primera vista cuando estaba en el hospital mirando una competencia de Hiphop llamada "动感地带", desde allí comenzó a practicar, en un inicio comenzó con el Breaking, pero debido a una lesión se cambió al Hiphop. A los 13 años partició en la "IBD Competition" y quedó en 16 lugar, ese mismo año la compañía Yuehua Entertainment descubrió su potencial y firmaron un contrato. A la edad de 14 años se fue a Corea del Sur para continuar sus prácticas para poder debutar. Estudió en el Hanlim Multi Art School. Habla con fluidez mandarín y coreano. 

## Carrera
Es miembro de la agencia Yuehua Entertainment. Desde 2014, es miembro de la banda surcoreana-china Uniq donde es uno de los raperos. El grupo está conformado por Zhou Yixuan, Li Wenhan, Cho Seung-youn y Kim Sung-joo. Yibo fue el primer integrante del grupo en ser revelado. 
Desde 2016 participó como coconductor, animador en el programa day day UP, donde también mostraba sus dotes cómo cantante, bailarín, deportista y mago en distintos segmentos del programa dominical. Fue elegido para coconducir entre varios jóvenes nacidos a fines de los 90 que tenían que reunir las habilidades y condiciones que el programa requería. Para 2022 deja el programa por dedicarse más a la actuación y canto pero a fin de 2023 junto con sus compañeros del programa despidió el año con sus compañeros de ddu. 
En abril de 2018, apareció en una sesión fotográfica para "Brides Magazine", un año después apareció en la publicación #178 de la revista "OK! Magazine".Ese mismo año se unió como mentor de baile del programa chino Produce 101.
En 2019 interpreta a Lan Zhan, uno de los protagonistas, en la serie The Untamed. 
En septiembre de 2019, se anunció que se había unido al elenco principal de la serie Legend of Fei donde interpretará a Xie Yun.
En junio de 2020, participó junto a Chen Xiao, Wang Jinsong, Zhao Zhaoyi y Liu Yijun para una campaña para crear conciencia contra el abuso de drogas. El 19 de agosto del mismo año, se unirá al elenco principal de la serie My Strange Friend (también conocida como "Super Talent"  - “我的奇怪朋友” ) donde dará vida a Wei Yichen. Participó en “Street Dance of China S3”( 这！就是街舞 第五季) como capitán del equipo
En 2021 se unió al elenco principal de la serie Wind from Luoyang donde dará vida a Baili Hongyi. También salió en “Street Dance of China S4”( 这！就是街舞 第五季).
En 2022 apareció en “Street Dance of China S5” ( 这！就是街舞 第五季 - 中国街头舞第五季 ) como capitán del equipo.
A finales de enero de 2023 se estrenó la película Hidden Blade, basado en el suspenso y espionaje durante la Segunda Guerra Mundial, dirigida por Cheng Er y protagonizada por Tony Leung y Wang Yibo, con Zhou Xun y Huang Lei en papeles secundarios.
En el año 2024 y 2025 realiza para Discovery channel dos temporadas de documentales sobre la naturaleza (En China y NOrteamerica) realizando deportes de riesgo (buceo sin oxígeno, montañismo, paracaidismo, etc) en el programa "Exploring the unknown" por el q recibió premios y reconocimientos. También hizo en 2024 un documental en defensa del pangolín, animal en peligro de extinción

## Filmografía

### Series de televisión
| Año         | Título                  | Título Original | Personaje                                  | Notas                      |
| ----------- | ----------------------- | --------------- | ------------------------------------------ | -------------------------- |
| 2024        | War of Faith            | 追风者          | Wei Ruolai                                 | 38 episodios               |
| 2022        | Being A Hero            | 冰雨火          | Chen Yu                                    | 32 episodios               |
| 2021        | Luoyang                 | 风起洛阳        | Baili Hongyi / Erlang                      | 39 episodios               |
| 2021        | Faith Makes Great       | 理想照耀中国    | Jiang Xianyun                              | Episodio 28: Choice        |
| 2020 - 2021 | Legend of Fei           | 有翡            | Xie Yun / Anzhi / Xiao Chuan / Qian Suiyou | 51 episodios               |
| 2020        | My Strange Friend       | 我的奇怪朋友    | Wei Yichen                                 | 24 episodios               |
| 2019        | The Untamed             | 陈情令          | Lan Wangji / Lan Zhan                      | 50 episodios - (serie web) |
| 2019        | Gank Your Heart         | 陪你到世界之巅  | Ji Xiangkong                               | 35 episodios               |
| 2017        | When We Were Young      | 青春最好时      | Lin Jiayi                                  | episodio 16 - episodio 17  |
| 2017        | Love Actually           | 人间至味是清欢  | Zhai Zhiwei                                | 43 episodios               |
| TBA         | Private ShuShan College |                 | Teng Jing                                  |                            |

### Películas
| Año  | Título                       | Título Original        | Personaje            | Notas        |
| ---- | ---------------------------- | ---------------------- | -------------------- | ------------ |
| TBA  | Intercross                   | 人鱼                   |                      |              |
| 2024 | Formed Police Unit           | 维和防暴队             | Yang Zhen            |              |
| 2023 | One and Only                 | 热烈                   | Chen Shuo            |              |
| 2023 | My Youth and I               | 中国青年: 我和我的青春 | Lu Yang              |              |
| 2023 | Born to fly                  | 长空之王               | Lei Yu               |              |
| 2023 | Hidden Blade                 | 无名                   | Mr. Ye               |              |
| 2022 | All Tomorrow's Parties       | 我的朋友               | Li Mo                | Cortometraje |
| 2020 | Le Vrai Où                   | 花的游吟               |                      | Cortometraje |
| 2018 | Crystal Sky of Yesterday     | 昨日青空               | Qi Jingxuan          | Voz          |
| 2016 | A Chinese Odyssey Part Three | 大话西游3              | Hong Haier (Red Boy) |              |
| 2016 | MBA Partners                 | 梦想合伙人             | Zhao Shuyu           |              |
| TBA  | Unexpected Love              | 闭嘴！爱吧             | Chang Lin            |              |

### Programas de variedades
| Año         | Título                   | Original            | Notas                                                      |
| ----------- | ------------------------ | ------------------- | ---------------------------------------------------------- |
| 2022        | Street Dance of China S5 | 这！就是街舞 第五季 |                                                            |
| 2021        | Street Dance of China S4 | 这！就是街舞 第四季 | capitán de equipo                                          |
| 2020        | Street Dance of China S3 | 这！就是街舞 第三季 | capitán de equipo                                          |
| 2020        | Let's Sacalaca           | 夏日冲浪店          | invitado (Episodio 1 al 3)                                 |
| 2019        | One More Try             | 极限青春            | lider                                                      |
| 2018        | Produce 101              | 创造101             | mentor de baile                                            |
| 2016 - 2021 | Day Day Up               | 天天向上            | co-presentador - junto a Wang Han, Da Zhangwei y Qian Feng |

### Presentador
| Año  | Programa                                    | Notas                            |
| ---- | ------------------------------------------- | -------------------------------- |
| 2019 | Hunan TV Suning Double 11 Carnival Festival | Copresentador                    |
| 2019 | 10th China Film Directors Guild Awards      | Copresentador - junto a Shen Yue |

### Radio
| Año  | Programa          | Notas                                                  |
| ---- | ----------------- | ------------------------------------------------------ |
| 2014 | Idol True Colours | Invitado - junto a Zhou Yixuan, Li Wenhan y Prince Mak |

### Revistas / sesiones fotográficas
| Año  | Título                          | Notas                       |
| ---- | ------------------------------- | --------------------------- |
| 2020 | Vogue Film Autumn/Winter Issue  | junto a Zhou Xun            |
| 2020 | Marie Claire                    | (publicación de junio)      |
| 2020 | T Magazine China                | (publicación de abril)      |
| 2020 | GQ Style’s S/S                  |                             |
| 2020 | SuperELLE                       | (publicación de abril)      |
| 2020 | Nike Air Max Day 2020           |                             |
| 2020 | L’Officiel Hommes China         | (publicación de marzo)      |
| 2020 | Cosmopolitan China              | (publicación de marzo)      |
| 2020 | GQ Thailand                     | (publicación de febrero)    |
| 2020 | Nike                            |                             |
| 2019 | Esquire Fine                    | (publicación de diciembre)  |
| 2019 | GQ China                        | (tema: "All Eyes On You")   |
| 2019 | Harper’s Bazaar China           | (publicación de septiembre) |
| 2019 | GQ China                        | (publicación de agosto)     |
| 2019 | Nylon China                     | (publicación de agosto)     |
| 2019 | L’Officiel X - L’Officiel China | (edición digital)           |
| 2019 | Harper’s Bazaar China           | junto a Xiao Zhan           |

### Eventos
| Año  | Título                                          | Notas                                                              |
| ---- | ----------------------------------------------- | ------------------------------------------------------------------ |
| 2021 | 2020 Weibo Night                                |                                                                    |
| 2020 | Peace Elite Championship 2020                   | participante - junto a Hua Chenyu, Dilraba Dilmurat y Yang Chaoyue |
| 2020 | Nice to Meet Poetry                             | (Special Spring Poetry Livestream)                                 |
| 2020 | Hunan TV 2020 Spring Festival Gala              |                                                                    |
| 2019 | 2019 Tencent Video Star Awards                  |                                                                    |
| 2019 | 2019-2020 New Year’s Countdown Gala             |                                                                    |
| 2019 | Hunan TV - "Suning Double 11 Carnival Festival" |                                                                    |
| 2019 | The Untamed Nanjing Concert                     | (junto al elenco de "The Untamed")                                 |
| 2019 | 10th YH Family Concert                          | junto a Uniq: (Kim Sung-joo y Zhou Yixuan)                         |
| 2019 | P&G x Disney Event                              |                                                                    |
| 2018 | Hunan New Year Concert                          |                                                                    |
| 2018 | Dance showdown @ Happy China Graduation Night   |                                                                    |
| 2017 | Top Chinese Music Awards                        | junto a YUEHUA                                                     |

## Discografía

### Sencillo Digital
| Lanzamiento             | Información | Canciones          |
| 30 de diciembre de 2020 | “My Rules”  | My rules           |
| ----------------------- | ----------- | ------------------ |
| 30 de diciembre de 2019 | "No Sense"  | 1. No Sense (无感) |
| 13 de marzo de 2019     | "Lucky"     | 1. Lucky           |
| 17 de enero de 2019     | "Fire"      | 1. Fire            |

### Sencillos
| Año  | Canción                                 | Álbum                                   | Notas                        |
| ---- | --------------------------------------- | --------------------------------------- | ---------------------------- |
| 2020 | 熹微                                    | OST de "Legend of Fei"                  |                              |
| 2020 | Dear Mom                                | Canción promocional de "Lost in Russia" | junto a Xu Zheng             |
| 2019 | The Most Burning Adventure (最燃的冒险) | OST de "Gank your Heart"                |                              |
| 2019 | Bu Wang (不忘)                          | OST de "The Untamed"                    |                              |
| 2019 | Wu Ji (无羁)                            | OST de "The Untamed"                    | junto a Xiao Zhan            |
| 2018 | The Shadow of the Shark                 | Canción Promocional para "The Meg"      | junto a UNIQ                 |
| 2017 | Once Again (二次初恋)                   | OST de "Once Again"                     | junto a UNIQ y Guan Xiaotong |
| 2017 | Just Dance                              | Canción para "The Meg"                  |                              |

### Otras canciones
| Año  | Título                               | Álbum                                                  | Notas |
| ---- | ------------------------------------ | ------------------------------------------------------ | --- |
| 2020 | Descendants of the Dragon (龙的传人) | -                                                      | junto a Wang Leehom - (interpretación durante el "Hunan TV New Year Concert 2021")                       |
| 2020 | 熹微                                 | OST de "Legend of Fei"                                 | (canción interpretada durante el Tencent Video All Star Night 2020)                                      |
| 2020 | With You By My Side                  | -                                                      | junto a Han Geng, Zheng Shuang y Angelababy (Canción para apoyar a quienes luchan contra el coronavirus) |
| 2020 | Let the World Be Filled With Love    | Lanzado por China Federation of Literary & Art Circles | (Canción para apoyar a quienes luchan contra el coronavirus) - junto a otros artistas                    |

## Premios y nominaciones
| Año  | Categoría                            | Premio                                     | Trabajo         | Resultado |
| ---- | ------------------------------------ | ------------------------------------------ | --------------- | --------- |
| 2020 | Tencent Video VIP Stars              | Tencent Video All Star Night 2020          | -               | Ganador   |
| 2020 | Favorite Actor                       | 30th Golden Eagle Award                    | Gank Your Heart | Ganador   |
| 2019 | Popular TV Series Actors of the Year | Tencent Video All Star Award               | The Untamed     | Ganador   |
| 2019 | 2019 Idol of the Year                | Tencent Video All Star Award               | -               | Ganador   |
| 2019 | 2019 Tencent Video VIP Star          | Tencent Video All Star Award               | -               | Ganador   |
| 2018 | Artista Masculino del Año            | QQ兴趣部落“心赏之夜”                       | -               | Ganador   |
| 2017 | Nuevo Artista del Año                | Sina Best Taste                            | -               | Ganador   |
| 2017 | Nuevo Actor Más Popular              | ifeng Fashion Choice                       | -               | Ganador   |
| 2017 | Best New Idol                        | Top Chinese Music Award                    | -               | Ganador   |
| 2017 | Mejor actor nuevo                    | Asian Influence Awards Ceremony            | -               | Ganador   |
| 2017 | New Artiste of the Year              | 2017 Weibo TV Online Video Awards Ceremony | -               | Ganador   |